# Jerry Trainor
Gerald William " Jerry " Trainor (født 21. januar 1977) er en amerikansk skuespiller kendt for sin rolle som Spencer i tv-serien iCarly.

## Liv og karriere
Trainor er født og opvokset i San Diego, Californien, søn af Bill Trainor og Madelyn (født McNenly) Trainor. Trainor studerede improvisation på Groundlings skole i Los Angeles. Trainor studerede teater på University of California, Santa Barbara.
Hans første tv-rolle var i MTV-serien Undressed som Eric. Nogle af hans andre tv-kreditter omfatter Law & Order, Angel, og Malcolm in the Middle. Hans første tilbagevendende tv rolle var som Brian "AV fyr" i Crossing Jordan. Han har haft en række mindre roller i film, som science fiction-horror filmen Donnie Darko og cheerleaderkomedien Bring It On Again. Han havde også en tilbagevendende rolle i Nickelodeon tv-show Drake & Josh som "Crazy" Steve, og medvirkede i den populære Nickelodeon tv-serie iCarly som Spencer Shay, den ældre bror og værge af Miranda Cosgrove's titelrolle fra 2007 til 2012. Trainor spillede sammen med iCarly co-star Jennette McCurdy i Nickelodeon tv-filmen Best Player. Han spillede Quincy Johnson, en videospil-entusiast, hvis vigtigste konkurrence i en videospilskonkurrence er McCurdys karakter. I 2013 medvirkede Trainor i den kortlivede Nickelodeon serie Wendell og Vinnie som Vinnie, onkel og værge til Buddy Harrelsons karakter Wendell.

## Filmografi

### Film
| År   | Titel                               | Rolle                | Noter                |
| ---- | ----------------------------------- | -------------------- | -------------------- |
| 2001 | Donnie Darko                        | Lanky Kid            | Cameo                |
| 2001 | Evolution                           | Tommy                | Cameo[kilde mangler] |
| 2001 | Wayside                             | Tommy                | Direct-to-video film |
| 2004 | Bring It On Again                   | Smug Guy             | Direct-to-video film |
| 2007 | Waking Dreams                       | Andrew               | Direct-to-video film |
| 2008 | Merry Christmas, Drake & Josh       | Crazy Steve          | TV Movie             |
| 2009 | Factory 9                           | Roland Waters        | Direct-to-video film |
| 2009 | Wreckless Epic: The Journey to SXSW | Kelly Kirkwood       |                      |
| 2009 | The Gamers                          | Himself              | Movie TV Nickelodeon |
| 2011 | Best Player                         | Quincy "Q" Johnson   | TV Films             |
| 2011 | iParty with Victorious              | Spencer Shay         | TV Movie             |
| 2012 | Holiday Road                        | Doug                 | Segment: "October"   |
| 2013 | Pororo, The Racing Adventure        | Walter Featherbottom | Voice role           |
| 2017 | Cover Versions                      | Travis               |                      |
| 2018 | Alex & Me                           | "Nigel"/Nick         | Direct-to-video film |
| 2022 | Snow Day                            | Snowplow Man         | TV Movie             |

### Tv
| År           | Titel                             | Rolle                                      | Noter                                                                 |
| ------------ | --------------------------------- | ------------------------------------------ | --------------------------------------------------------------------- |
| 2000         | Undressed                         | Eric                                       | 2 episodes                                                            |
| 2001         | Malcolm in the Middle             | Private Edwards                            | Episode: "Evacuation"                                                 |
| 2002         | My Wife and Kids                  | Star Trek fan                              | Episode: "The Bowling Show"                                           |
| 2002         | Angel                             | Jared                                      | Episode: "Supersymmetry"                                              |
| 2002         | ER                                | Darius                                     | Episode: "One Can Only Hope"                                          |
| 2004–05      | Crossing Jordan                   | Brian - A.V. Guy                           | Recurring role; 5 episodes                                            |
| 2004–07      | Drake & Josh                      | "Crazy" Steve                              | Recurring role; 10 episodes                                           |
| 2007–12      | iCarly                            | Spencer Shay                               | Main role; also Director: "iApril Fools" and "iLost My Head in Vegas" |
| 2008         | Merry Christmas, Drake & Josh     | "Crazy" Steve                              | Television film                                                       |
| 2009         | BrainSurge                        | Himself                                    | Contestant                                                            |
| 2010         | The Penguins of Madagascar        | Eddie (Cockroach)                          | Voice role; episode: "Stop Bugging Me"                                |
| 2010–15      | T.U.F.F. Puppy                    | Dudley Puppy                               | Main voice role                                                       |
| 2010–13      | Victorious                        | Audience member                            | Episode: "Jade Dumps Beck" (uncredited)[kilde mangler]                |
| 2010–13      | Victorious                        | Spencer Shay                               | Episode: "April Fools Blank"                                          |
| 2011         | That Movie Show                   | N/A                                        | 1 episode                                                             |
| 2011         | Best Player                       | Quincy Johnson                             | Television film                                                       |
| 2012–13      | Doc McStuffins                    | Will                                       | Recurring voice role; 4 episodes                                      |
| 2012         | Simian Undercover Detective Squad | Kelly the Elastic Man / Heptagan Scientist | 2 episodes                                                            |
| 2013         | Wendell & Vinnie                  | Vinnie                                     | Main role                                                             |
| 2014         | Sam & Cat                         | "Crazy" Steve / Himself                    | 2 episodes                                                            |
| 2014         | Living the Dream                  | Cal Logan                                  | Television film                                                       |
| 2016         | 2 Broke Girls                     | Lenin                                      | Episode: "And the Partnership Hits The Fan"                           |
| 2016         | Still the King                    | P.M.S. Leader                              | 3 episodes                                                            |
| 2016         | Star vs. the Forces of Evil       | Roy                                        | Voice role; episode: "Goblin Dogs"                                    |
| 2017         | Bunsen Is a Beast                 | Commander Cone                             | Voice role; 3 episodes                                                |
| 2017         | Law & Order True Crime            | Will Canton                                | Episode: "The Menendez Murders: Episode 3"                            |
| 2018         | The Adventures of Kid Danger      | The Wahoo Punch Bro                        | Voice role; episode: "The Wahoo Punch Bro"                            |
| 2018         | Henry Danger                      | Joey                                       | Episode: "Thumb War"                                                  |
| 2019         | No Good Nick                      | Todd                                       | Recurring role; 5 episodes                                            |
| 2020         | Apocalypse Goals                  | News Janitor                               | Recurring role; 3 episodes                                            |
| 2020         | Bunk'd                            | Dave                                       | Episode: "My Fairy Lady"                                              |
| 2021-present | iCarly                            | Spencer Shay                               | Main role; also Producer                                              |
| 2021-present | Tooned In                         | Himself                                    | Co-host (season 2)                                                    |
| 2023         | The Loud House                    | TBA                                        | Voice role; episode: "TBA"                                            |

### Computerspil
| År   | Titel                      | Rolle        | Noter      |
| ---- | -------------------------- | ------------ | ---------- |
| 2009 | iCarly                     | Spencer Shay | Voice role |
| 2010 | iCarly: iDream in Toons    | Spencer Shay | Voice role |
| 2010 | iCarly 2: iJoin the Click! | Spencer Shay | Voice role |
| 2014 | Cars: Fast as Lightning    | Todd Marcus  | Voice role |